# Rodolfo Caccavo
Rodolfo Fortunato Caccavo Baldi (Buenos Aires, 24 de outubro de 1927 — Buenos Aires, 17 de fevereiro de 1958) foi um ciclista olímpico argentino. Caccavo representou sua nação na prova de perseguição por equipes (4.000 m) nos Jogos Olímpicos de Verão de 1952, na cidade de Helsinque.